# Rehab
A Rehab Amy Winehouse angol énekesnő-dalszerző dala a Back to Black (2006) című második és egyben utolsó stúdióalbumáról. A produceri munkákat Mark Ronson végezte, dalszövege önéletrajzi ihletésű; Winehouse azt énekli meg, hogy nem volt hajlandó rehabilitációs központba járni. A Rehab 2006-ban jelent meg a Back to Black című album első kislemezeként, és az Egyesült Királyságban a brit kislemezlista hetedik helyén, az Egyesült Államokban pedig a Billboard Hot 100-as listán a kilencedik helyen szerepelt, ami Winehouse egyetlen top 10-es pozíciója volt a tengerentúlon.
A Rehab nemzetközi kritikai és kereskedelmi siker lett, és Winehouse védjegyének is nevezik. Az 50. díjátadón három Grammy-díjat nyert, köztük Az év felvétele, Az év dala és A legjobb női popénekes teljesítmény díját. A dal elnyerte A legjobb kortárs dalnak járó Ivor Novello-díjat is. Winehouse közismert küzdelme a drog- és alkoholfüggőséggel, majd későbbi halála hozzájárult a dal folyamatos népszerűségéhez és médiában való megjelenéséhez.
A dalt számos előadó feldolgozta, például a Hot Chip, Lea Salonga, a Seether és a jamaicai mento együttes, a The Jolly Boys.

## Háttér
A Rehabot Mark Ronson producerelte, és 2006-ban az album első kislemezeként jelent meg az Egyesült Királyságban. A dalban Winehouse azt énekli meg, hogy nem volt hajlandó alkoholrehabilitációs központba járni, miután a menedzsmentje arra biztatta, hogy menjen el. Ronson bővebben is beszélt a dalszerzés folyamatáról, amikor interjút adott DJ Zane Lowe-nak a BBC Radio 1 Stories című műsorában, a BBC Radio 1 2011. július 18-án, hétfőn, 5 nappal a halála előtt sugárzott epizódjában:
Amyvel sétáltam az utcán. New Yorkban voltunk, és körülbelül egy hete dolgoztunk együtt, és valami boltba mentünk. Ajándékot akart venni a barátjának, és mesélt nekem egy bizonyos időszakról az életében, ami..... Rosszul érzem magam, hogy így beszélek egy barátomról, de azt hiszem, már elégszer elmeséltem ezt a történetet...., de ő egy bizonyos mélyponton volt, és az apja átjött, hogy megpróbálja észhez téríteni. És [Amy] azt mondta: „Megpróbált rávenni, hogy menjek elvonóra, én meg azt mondtam: "Pfft, nem, nem, nem, nem".” És az első dolog, amit mondtam, hogy "ding ding ding ding ding ding ding." Úgy értem, azt kellett volna kérdeznem, hogy "Milyen érzés ez neked?", de én csak annyit mondtam, hogy "Vissza kell mennünk a stúdióba".
Mitch Winehouse, Amy édesapja megerősíti Ronson történetét a dal eredetéről az Amy, My Daughter (2012) című életrajzi könyvében. Azt írja, hogy Ronson és Winehouse zeneileg inspirálták egymást, hozzátéve, hogy Amy már évekkel korábban leírta ezt a sort az egyik jegyzetfüzetébe, és elmondta neki, hogy tervezi, hogy ír egy dalt arról a napról. Miután Ronson az ő és Amy New York-i beszélgetése során meghallotta a sort, azt javasolta, hogy csináljanak belőle dalt. A könyv szerint ez volt az a pillanat, amikor a dal „életre kelt”.
Az Amy című filmben Asif Kapadia rendező bemutatott egy interjút Mitch-csel, amelyben kifejtette, hogy „nem hitte, hogy [Winehouse-nak] kezelésre van szüksége [drog- és alkoholfüggősége miatt]”. A Loose Women című brit talkshow-ban való megjelenésekor Mitch pontosította a filmben tett megjegyzéseit, mondván, hogy Kapadia félreértelmezte azt, amit valójában mondott Winehouse-nak: „[...] Azt mondtam, hogy Amynek nem kellett volna elvonóra mennie, igaz? Valójában azt mondtam –2005-re utalva–, hogy Amynek akkoriban nem kellett elvonóra mennie. Később már teljesen más volt, ami teljesen, teljesen más értelmet ad annak, amit mondtam”.
A Rehab egy soul és R&B dal. A dalszövegben Winehouse „Ray”-t és „Mr. Hathaway”-t említi, utalva Ray Charlesra és Donny Hathawayre.

## A kritikusok értékelései

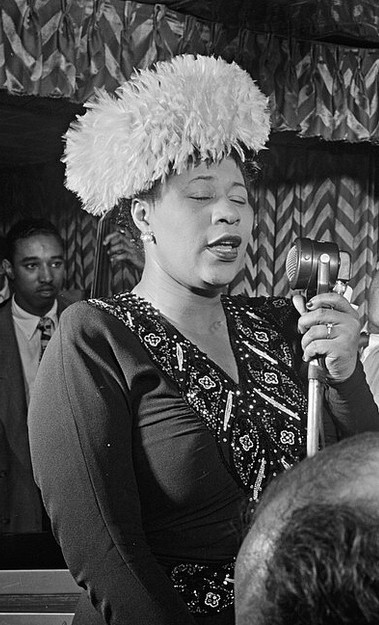
Winehouse énekhangját a Rehab című dalban Ella Fitzgeraldéhoz hasonlították

A Rehab általános elismerést kapott a zenekritikusoktól. A Rolling Stone úgy jellemezte, hogy „Motown-stílusú sláger, dübörgő ütemmel és egy szerelmes, rossz lány vallomásával, mint Etta James”. A People magazin „azonnal emlékezetesnek” nevezte a számot. A Billboard megjegyezte, hogy Winehouse énekhangja a dalban „Shirley Bassey és Ella Fitzgerald találkozása”, és a számot „egy dupla gin martininál is jobb mámornak” nevezte. A Music Week című brit szaklap „előkelő csemegének” nevezte a dalt, dicsérte Ronson produkcióját, és kiemelte a dal mögötti szakértelmet, valamint a nagyszerű dallamokat.
A Rehab a hetedik helyen szerepel a Rolling Stone „2007 100 legjobb dalát” tartalmazó listáján, és a 194. helyen ugyanennek a magazinnak a „Minden idők 500 legjobb dalát” tartalmazó frissített listáján. A dal a 92. helyet foglalta el az MTV Asia „2007 100 legjobb slágerének” listáján. A Time magazin a Rehabet az első helyre emelte a 2007-es év 10 legjobb dala között. Josh Tyrangiel író magabiztosságáért dicsérte Winehouse-t, és így vélekedett: „Amilyen nagyszájú, vicces, szenvedélyes és valószínűleg őrült”, és: „Lehetetlen nem elcsábulni az eredetiségétől. Ha ezt Mark Ronson produkciójával kombináljuk, amely négy évtizednyi soul zenére támaszkodik anélkül, hogy egyszer is lenyúlná azt, akkor megkapjuk 2007 legjobb dalát”. Az Entertainment Weekly az évtized végi „best-of” listájára is felvette, mondván: „Hamarosan a negatív okok miatt kerül a címlapokra. De 2007-ben mindannyian igent, igent, igent mondtunk a brit énekesnő egyedülálló hangjára.” 2011-ben az NME a nyolcadik helyre helyezte az „Az elmúlt 15 év 150 legjobb száma” listáján.
A dal 2007. május 24-én elnyerte A legjobb kortárs dalnak járó Ivor Novello-díjat. 2007 júliusában a szám megnyerte a Popjustice £20 Music Prize-t, amely az elmúlt év legjobb brit pop kislemezét díjazza. Ezzel Winehouse lett a harmadik előadó, aki elnyerte a díjat a Girls Aloud és Rachel Stevens után. A kislemezt a The Village Voice éves Pazz & Jop szavazásán 2007 legjobb dalának választották. 2008. február 10-én a Rehab három Grammy-díjat nyert: Az év felvétele, Az év dala és A legjobb női popénekes teljesítmény.

## Kereskedelmi teljesítmény
A Rehab kizárólag a letöltések alapján a tizenkilencedik helyen került fel a brit kislemezlistára, és amikor a következő héten megjelent a fizikai kislemez, a hetedik helyre emelkedett, ami Winehouse legmagasabb pozíciója volt abban az időben, több mint 50 helyet javítva. Október 25-re az album megközelítette az ötszörös platinalemez minősítést az Egyesült Királyságban, így a 2007-es év legkelendőbb lemeze lett.
A dal 2007. március 31-én a 91. helyen került a Billboard Hot 100-as listájára, hivatalos kislemez megjelenése nélkül. Winehouse akkoriban aktuális kislemeze, a You Know I’m No Good egy hellyel feljebb, a 90. helyen lépett be ugyanazon a héten. Miután a dal több hónapig a Hot 100 utolsó helyein szerepelt, a június 23-i listán hirtelen 38 helyet ugrott a tízedik helyre, köszönhetően a digitális eladásoknak, miután Winehouse 2007. június 3-án élőben adta elő a dalt az MTV Movie Awards-on; a rapper Jay-Z-vel készült hivatalos remix eladásai is hozzájárultak ahhoz, hogy az iTunes Top 100-as listáján az Egyesült Államokban a 70. helyig jusson. Miután az Egyesült Királyságban megváltoztak a szabályok, amelyek lehetővé tették, hogy minden digitális letöltést beszámítsanak a kislemezlistába, a Rehab a 2007. január 13-án véget ért héten újra a 20. helyen került be a listára, míg a You Know I’m No Good a 40. helyet foglalta el, mint új belépő csak a letöltések alapján.
A Rehab több mint 10 országban, köztük Kanadában, Spanyolországban, Dániában és Izraelben is a top tízben szerepelt, Norvégiában és Magyarországon pedig az első helyen végzett. Franciaországban, Hollandiában, Ausztriában, Svájcban és Finnországban a top 20-ba került, és a European Hot 100 Singles listán a 23. helyet érte el.
2006 októbere és 2007 júniusa között a kislemez 34 egymást követő hetet töltött a hivatalos brit toplista legjobb 75-ös mezőnyében, és azóta többször is visszatért a Top 75-be, legutóbb 2011. július 31-én, az énekesnő halála után a 29. helyen, így jelenleg összesen 59 hetet töltött a Top 75-ben, amivel minden idők 10. leghosszabb ideig szereplő slágerlistás dala. Összesen 76 hetet szerepelt a Top 100-ban.
A Rehab lett Winehouse első Top 10-es slágere is a Billboard Hot 100-as listáján, a kilencedik helyig jutott. Az Amerikai Hanglemezgyártók Szövetsége (RIAA) 2010. február 11-én platina minősítést adott a Rehabnek, több mint 1 millió eladott egység után. A dal egész 2007-ben tartósan sikeres volt; csak 2007-ben az Egyesült Királyságban 131 415 eladott példányszámmal az ötödik-hatodik legnagyobb példányszámban eladott kislemezként fejezte be az évet hazájában.

## Videóklip
A videóklipet Phil Griffin rendezte, és 2006 szeptemberében jelent meg. A forgatásra a londoni Portland Place 33-ban került sor, egy 1775-ben épült nagyméretű házban, amelyet a korszakban számos zenei videóklipben használtak, mivel grandiózus és nagyrészt eredeti belső tere volt. A felvételen Winehouse zenekara játszik a hangszereken, miközben ő a kamerába énekel. A zenekar tagjai a videó során végig köntösben/fürdőköntösben vannak, az egyik tag Donny Hathawayhez hasonlóan öltözött. Úgy kezdődik, hogy Winehouse felkel az ágyból, majd a fürdőszobába megy. A második verzében Winehouse egy pszichiáter irodájában ül egy széken, és feltehetően egy láthatatlan terapeutának magyarázkodik. A dalszöveggel ellentétben a videó végén Winehouse a rehabon van, egy ágyon ül egy fehérre csempézett klinikai kórteremben, körülötte a zenekarával. A Rehab 2007. május 31-én debütált az MTV Total Request Live című műsorában, majd június 7-én az első helyen végzett. A klipet a 2007-es MTV Video Music Awards-on jelölték Az év videoklipjének, de alulmaradt Rihanna Umbrella című dalával szemben.

## Feldolgozások
Számos zenész adott ki feldolgozásokat és alternatív változatokat a dalból.
- A New York-i Taking Back Sunday zenekar élő fellépései során gyakran beépíti egy népszerű dal refrénjét az A Decade Under the Influence és a Cute Without the 'E' (Cut from the Team) szétválasztásában, 2007-től kezdve pedig a Rehabot használták.[31]
- A 2007 augusztusában világkörüli turnéjának zürichi állomása során Justin Timberlake popénekes a Cry Me a River előadása után a dal refrénjét harmadik személyben énekelte nőnemben, ami a közvélemény szerint Britney Spearsre utalt.[32]
- 2007. július 18-án Fergie amerikai énekesnő előadta a dalt az anaheimi House of Bluesban tartott koncertjén.[33]
- A 2007. augusztus 18-án az angliai Chelmsfordban megrendezett V Festivalon való fellépése során Kanye West a Rehab című dal feldolgozását adta elő a távolmaradó Amy Winehouse-nak, aki eredetileg fellépett volna a fesztiválon, de kimerültség miatt lemondta a fellépést.[34]
- A Los Angeles-i Terra Naomi 2008 márciusában akusztikusan adta elő a dalt a YouTube-on.[35]
- 2008-ban két remix jelent meg Jay-Z és Pharoahe Monch amerikai rapperekkel.[36]
- A brit komikus Matt Roper Wilfredo alteregójaként 2008-ban zenei fesztiválokon adta elő a Rehabot.[37]
- Jacky Terrasson francia jazz-zongorista 2012-es Gouache című albumán feldolgozta a Rehab című dalt.[38]
- Frankmusik szintén feldolgozta a dalt.[39]

## A kislemez dalai és formátumai
| 1. | Rehab (Album változat) | 3:36 |
| 2. | Do Me Good             | 4:20 |

| 1. | Rehab (Album változat)               | 3:36 |
| 2. | Close to the Front                   | 4:35 |
| 3. | Rehab (Desert Eagle Discs Vocal Mix) | 5:00 |

| 1. | Rehab (Hot Chip Remix)                                         | 6:58 |
| 2. | Rehab (Pharoahe Monch Remix) (Amy Winehouse vs Pharoahe Monch) | 3:36 |
| 3. | Rehab (Vodafone Live) (Live at TBA)                            | 3:40 |

| 1. | Rehab (Remix) (featuring Jay Z)                                | 3:52 |
| 2. | Rehab (Pharoahe Monch Remix) (Amy Winehouse vs Pharoahe Monch) | 3:36 |

| 1. | Rehab (Demo Version)         | 3:38 |
| 2. | Rehab (Vodafone Live at TBA) | 3:41 |
| 3. | Rehab (Hot Chip Remix)       | 6:58 |
| 4. | Rehab (Pharoahe Monch Remix) | 3:36 |
| 5. | Rehab (featuring Jay Z)      | 3:52 |

## Helyezések
| Lista (2006–2011)                      | Legjobb helyezés |
| -------------------------------------- | ---------------- |
| Ausztrália (ARIA)                      | 27               |
| Ausztria (Ö3 Austria Top 40)           | 19               |
| Belgium (Ultratop 50 Flanders)         | 10               |
| Belgium (Ultratop 50 Wallonia)         | 24               |
| Kanada (Canadian Hot 100)              | 10               |
| Horvátország (HRT)                     | 5                |
| Csehország (Rádio Top 100 Oficiální)   | 49               |
| Dánia (Tracklisten Top 40)             | 5                |
| Európa (European Hot 100 Singles)      | 23               |
| Finnország (Singlet Top 20)            | 15               |
| Franciaország (Single Top 100)         | 11               |
| Németország (Media Control Charts)     | 23               |
| Magyarország (Rádiós Top 40)           | 1                |
| Írország (IRMA)                        | 21               |
| Izrael (Media Forest)                  | 2                |
| Olaszország (FIMI)                     | 11               |
| Japán (Billboard Japan Hot 100)        | 84               |
| Hollandia (Top 40)                     | 17               |
| Hollandia (Single Top 100)             | 13               |
| Új-Zéland (Recorded Music NZ)          | 12               |
| Norvégia (VG-lista)                    | 1                |
| Portugália Digitális dalok (Billboard) | 3                |
| Szlovákia (Rádio Top 100 Oficiálna)    | 77               |
| Spanyolország (PROMUSICAE)             | 3                |
| Spanyolország (Airplay Chart)          | 2                |
| Svédország (Sverigetopplistan)         | 51               |
| Svájc (Schweizer Hitparade)            | 11               |
| Egyesült Királyság (UK Singles Chart)  | 7                |
| US Billboard Hot 100                   | 9                |
| US Adult Top 40 (Billboard)            | 14               |
| US Adult Alternative Songs (Billboard) | 7                |
| US Alternative Songs (Billboard)       | 32               |
| US Dance/Mix Show Airplay (Billboard)  | 3                |
| US Hot RingMasters (Billboard)         | 22               |
| US Pop 100 (Billboard)                 | 10               |
| US Mainstream Top 40 (Billboard)       | 13               |
| US Rhythmic (Billboard)                | 34               |

| Lista (2016)                          | Legjobb helyezés |
| ------------------------------------- | ---------------- |
| Lengyelország (Polish Airplay Top 20) | 64               |

| Lista (2006)             | Helyezés |
| ------------------------ | -------- |
| Egyesült Királyság (OCC) | 85       |

| Lista (2007)                          | Helyezés |
| ------------------------------------- | -------- |
| Ausztria (Ö3 Austria Top 40)          | 68       |
| Belgium (Ultratop 50 Flanders)        | 41       |
| European Hot 100 Singles (Billboard)  | 53       |
| Magyarország (Rádiós Top 40)          | 16       |
| Hollandia (Single Top 100)            | 70       |
| Svájc (Schweizer Hitparade)           | 38       |
| Egyesült Királyság (OCC)              | 56       |
| US Billboard Hot 100                  | 74       |
| US Dance/Mix Show Airplay (Billboard) | 24       |

| Lista (2008)                   | Helyezés |
| ------------------------------ | -------- |
| Ausztria (Ö3 Austria Top 40)   | 69       |
| Belgium (Ultratop 50 Flanders) | 69       |
| Belgium (Ultratop 50 Wallonia) | 53       |
| Magyarország (Rádiós Top 40)   | 21       |
| Spanyolország (PROMUSICAE)     | 16       |
| Svájc (Schweizer Hitparade)    | 45       |
| Egyesült Királyság (OCC)       | 200      |

## Minősítések és eladási adatok
| Régió | Minősítés  | Eladott példányszám |
| --- | ---------- | ------------------- |
| Belgium (BEA) | arany      | 25 000*             |
| Dánia (IFPI Denmark) | platina    | 15 000^             |
| Németország (BVMI) | platina    | 300 000‡            |
| Olaszország (FIMI) | platina    | 30 000*             |
| Új-Zéland (RMNZ) | arany      | 5 000*              |
| Spanyolország (PROMUSICAE) | 3× platina | 60 000^             |
| Svájc(IFPI Switzerland) | platina    | 30 000^             |
| Egyesült Királyság (BPI) | 2× platina | 1 200 000‡          |
| Egyesült Államok (RIAA) | platina    | 2,000,000           |
| * Eladási példányszámok kizárólag a minősítés alapján. ^ Kiszállítási példányszámok kizárólag a minősítés alapján. ‡ Eladási+streaming példányszámok kizárólag a minősítés alapján. |            |                     |

## Fordítás
Ez a szócikk részben vagy egészben  a   Rehab (Amy Winehouse song) című angol Wikipédia-szócikk fordításán alapul.  Az eredeti cikk szerkesztőit annak laptörténete sorolja fel. Ez a jelzés csupán a megfogalmazás eredetét és a szerzői jogokat jelzi, nem szolgál a cikkben szereplő információk forrásmegjelöléseként.